# Eine himmlische Familie/Episodenliste
Diese Episodenliste enthält alle Episoden der US-amerikanischen Fernsehserie Eine himmlische Familie.
In den USA lief die Serie von 1996 bis 2006 auf dem Sender The WB, die letzte Staffel wurde 2006/07 auf The CW ausgestrahlt. In Deutschland wurde die Serie auf dem Sender VOX gezeigt.

## Staffel 1
| Nr. (ges.) | Nr. (St.) | Deutscher Titel                 | Originaltitel                            | Erstausstrahlung USA | Deutschsprachige Erstausstrahlung (D) | Regie              | Drehbuch                                                               |
| --- | --------- | ------------------------------- | ---------------------------------------- | -------------------- | ------------------------------------- | ------------------ | ---------------------------------------------------------------------- |
| 1 | 1         | Was ihr wollt                   | Anything You Want                        | 26. Aug. 1996        | 22. Juni 1999                         | Sam Weisman        | Brenda Hampton                                                         |
| Die Camdens werden vorgestellt. Die Familie, die aus sieben Mitgliedern besteht, lebt in Glen Oak, Kalifornien. Der evangelische Pfarrer Eric und die Hausfrau Annie genießen eine sehr liebevolle und glückliche Ehe, während sie ihre fünf Kinder großziehen, als da sind: der rebellische Matt (16), der heimlich raucht, es dann aber doch aufgibt; die sportliche Mary (14), die sehnlichst auf ihren ersten Kuss wartet und Erfahrungen von Matt wissen will; die emotionale Lucy (12), die über das Ausbleiben ihrer ersten Periode deprimiert ist; der neugierige Simon (9), der sich unbedingt einen Hund wünscht und diesen durch Hündin Happy auch bekommt; und die kleine und liebenswerte Ruthie (5), die den Eltern noch keine großen Probleme verschafft hat. Erics und Annies Kinder halten sie stets auf Trab mit ihren unterschiedlichsten Problemen. Und als ob das nicht schon genug wär, erfährt Annie noch, dass bei ihrer Mutter akute Leukämie diagnostiziert wurde und sie sich weigert, sich behandeln zu lassen. |           |                                 |                                          |                      |                                       |                    |                                                                        |
| 2 | 2         | Ehrlich währt am längsten       | Family Secrets                           | 23. Sep. 1996        | 23. Juni 1999                         | Mark Sobel         | Brenda Hampton                                                         |
| Eric und Annie erwarten das Schlimmste, als sie herausfinden, dass Matt mit Renee, einer Schwangeren seines Alters, befreundet ist. Mary versucht ihren neuen Freund Jeff (ein guter Freund von Matt) vor der Familie zu verbergen. Lucy kann es nicht erwarten, jedem von ihrer neuen großen Liebe Jimmy Moon zu erzählen. Eric hat keine Ahnung, wo sich seine Schuhe befinden, und Annie weiß nicht, wie sie ihren Kindern erzählen soll, dass deren Großmutter an Leukämie erkrankt ist. |           |                                 |                                          |                      |                                       |                    |                                                                        |
| 3 | 3         | Abschiedsbesuch                 | In the Blink of an Eye                   | 30. Sep. 1996        | 24. Juni 1999                         | Duwayne Dunham     | Catherine LePard                                                       |
| Annie befürchtet, dass sich der Zustand ihrer Mutter verschlechtert, wenn sie ihren Besuch bei ihr um ein Wochenende verschiebt; also steigt sie in das nächste Flugzeug nach Phoenix, Arizona, um bei ihren Eltern vorbei zu schauen. Dadurch dass Annie zu ihren Eltern gereist ist, hat Eric die Verantwortung im Haus und muss auf die Kinder aufpassen, was zu einigen heiklen Situationen führt. Lucy fängt an sich mit Jimmy Moon zu treffen. Letztendlich erwarten allen Camdens große Veränderungen, als Annie mit besonderen Gästen wieder zu Hause auftaucht. |           |                                 |                                          |                      |                                       |                    |                                                                        |
| 4 | 4         | Himmlischer Frieden             | No Funerals and a Wedding                | 7. Okt. 1996         | 25. Juni 1999                         | Mark Jean          | Molly Newman                                                           |
| Annie fühlt sich allein gelassen, als ihr Vater nach der Beerdigung ihrer Mutter entscheidet direkt wieder nach Phoenix zurückzukehren. Mary fühlt sich eingeengt von Jeff und erwägt mit ihm Schluss zu machen. Durch den Tod der Großmutter durchlebt Lucy eine harte Zeit. Ruthie möchte unbedingt das Lieblingslied von ihrer Großmutter hören, um eine Erinnerung an ihre Oma Jenny zu haben. Simon geht jedem auf die Nerven mit einer schwierigen Frage: Wo ist der Himmel/das Paradies? An anderer Stelle muss Matt Renee beistehen, während sie entbindet, weil der Vater des Kindes nicht zu erreichen ist. Während dies alles passiert muss Eric einem jungen, verheirateten Paar helfen, die Probleme mit der Kommunikation in ihrer Ehe haben. |           |                                 |                                          |                      |                                       |                    |                                                                        |
| 5 | 5         | Die Farbe Gottes                | The Color of God                         | 14. Okt. 1996        | 28. Juni 1999                         | Burt Brinckerhoff  | Brenda Hampton                                                         |
| Als in der Nähe eine afro-amerikanische Kirche von einer unbekannten Rassistengruppe niedergebrannt wurde, entschieden die Camdens ihrem Freund Reverend Morgan Hamilton und seiner sechsköpfigen Familie bei sich übergangsweise aufzunehmen, bis diese sich wieder sicher fühlen in ihrem eigenen Haus. Sie entschieden sich auch dafür, dass sie vorübergehend sonntags einen gemeinsamen Gottesdienst in der Kirche der Camdens feiern. In der Mitte dieser tragischen und hasserfüllten Ereignisse, entscheiden sich die Kinder der beiden Familien dazu, ihre Freundschaft zu verteidigen und dadurch gegen eine rassistische Gesellschaft zu kämpfen. Mittlerweile müssen Eric und Annie eine Lösung für die ehelichen Schwierigkeiten zwischen Morgan und Patricia finden, dessen Beziehung nicht ganz so verliebt und romantisch ist wie ihre eigene. |           |                                 |                                          |                      |                                       |                    |                                                                        |
| 6 | 6         | Halloween                       | Halloween                                | 28. Okt. 1996        | 30. Juni 1999                         | Nick Havinga       | Molly Newman                                                           |
| Als Halloween vor der Tür steht kämpft Eric mit ein paar alten Erinnerungen, die ihm seit seiner Kindheit jedes Halloween heimsuchen. Lucy enthüllt die Wahrheit über einen zurückgezogenen Nachbarn, Mike Mitchell (Richard Moll), der angeblich jedes Halloween ein Kind ermorden würde. Simon bereitet sich auf einen Kürbiskopf-Wettbewerb vor und will zu allen möglichen Mitteln greifen, um den ersten Platz zu erreichen. Da sich die Familie für eine Kostüm-Party in ihrer Kirche bereit macht, gibt es nur einen Weg, wie Mary ihre Halloween-Nacht verbringen will. Sie greift auf Systeme und Lügen, um sicherzustellen, dass sie alleine zu Hause bleiben kann und das Haus ganz für sich alleine hat. |           |                                 |                                          |                      |                                       |                    |                                                                        |
| 7 | 7         | Strafe muss sein                | Saturday                                 | 4. Nov. 1996         | 29. Juni 1999                         | David Semel        | Jack LoGiudice                                                         |
| Mary will ihre Familie nicht bei einem wichtigen Basketballspiel dabeihaben, weil sie Angst hat sonst nur noch nervöser zu werden. Weil die Familie bei dem Spiel nicht erwünscht ist, sind sie sich nicht sicher, was sie an diesem Tag machen sollen. Am bemerkenswertesten ist, dass Lucy ihre jüngeren Geschwister verliert, während sie diese Baby-Sitten soll. Eric versucht, einen drogenabhängigen Teenager wieder zu einem Entzug zu überreden. Schließlich sitzt doch die ganze Familie, mit Ausnahme von Lucy, im Publikum von Marys Basketballspiel. Eric bemerkt, dass sich Lucy zum wiederholten Male ausgeschlossen fühlt und lädt sie daraufhin zum gemeinsamen Essen nur mit ihm alleine ein. |           |                                 |                                          |                      |                                       |                    |                                                                        |
| 8 | 8         | Böse Gerüchte                   | What Will People Say?                    | 11. Nov. 1996        | 1. Juli 1999                          | Duwayne Dunham     | Brenda Hampton                                                         |
| Gerüchte kommen in der Stadt auf, als man Eric zusammen mit einer verheirateten Frau in ein Hotel gehen sieht. Die Familie will Eric vertrauen, aber auch sie beginnen sich ihre Gedanken zu machen, als Eric sich weigert, ihnen zu sagen, was er da tut. Matt versucht, dass sich die Beziehung zwischen Mary und ihrem neuen Freund langsam entwickelt. Als eine Nachricht abgefangen wurde und laut vorgelesen wurde, fühlt sich Simon verlegen und versucht alles um aus der Schule zu kommen. |           |                                 |                                          |                      |                                       |                    |                                                                        |
| 9 | 9         | Der Überfall                    | See No Evil, Hear No Evil, Speak No Evil | 18. Nov. 1996        | 2. Juli 1999                          | Harry Harris       | Catherine LePard                                                       |
| Nachdem Annie und Matt im Auto überfallen wurden, zieht sich Matt zurück, verlässt das Haus nicht mehr, während Annie ihre normalen Aktivitäten ohne erkennbaren emotionalen Schaden wieder aufnimmt. Unterdessen befürchtet Lucy, dass ihre Kandidatur gegen Jimmy Moon für den Posten des Klassensprechers ihrer Beziehung schaden könnte und Mary überlegt sich, sich gegen den Willen ihrer Eltern tätowieren zu lassen. |           |                                 |                                          |                      |                                       |                    |                                                                        |
| 10 | 10        | Erntedankfest                   | Last Call for Aunt Julie                 | 25. Nov. 1996        | 5. Juli 1999                          | Joel J. Feigenbaum | Ron Zimmerman                                                          |
| Die ganze Familie ist total aufgedreht, da Erics kleine Schwester Julie über Thanksgiving zu Besuch kommt. Darüber hinaus haben Matt, Mary und Lucy Pläne, in denen sie ihre Thanksgiving-Ferien mit ihren Freunden verbringen, doch all das ändert sich, als Julie Simon körperlich angreift und die Familie herausfindet, dass Julie keinen Arbeitsplatz mehr hat, ihre Ehe gescheitert ist und dass sie unter starker Alkoholsucht leidet. |           |                                 |                                          |                      |                                       |                    |                                                                        |
| 11 | 11        | Familienanschluß                | Now You See Me                           | 16. Dez. 1996        | 6. Juli 1999                          | Harvey S. Laidman  | Charles Lazer                                                          |
| Die Camdens werden misstrauisch, als Matts neue Freundin Tia mehr Zeit mit ihnen verbringen will, als alleine mit Matt zu sein. Inzwischen will Lucy unbedingt in den Cheerleader Kader und ist wenig begeistert von der fehlenden Unterstützung von Mary, die Cheerleading verachtet. Auch sehnt sich Annie nach mehr Überraschungen in ihrer Ehe mit Eric. Sie ist gelangweilt von dem Alltag und erhofft sich mehr Spontanität. Schließlich versucht Simon die ganze Familie zu überzeugen, dass er sich unsichtbar machen kann. |           |                                 |                                          |                      |                                       |                    |                                                                        |
| 12 | 12        | Überraschung                    | With a Little Help from My Friends       | 13. Jan. 1997        | 7. Juli 1999                          | Burt Brinckerhoff  | Brenda Hampton & Jack LoGiudice                                        |
| Matt erweitert seine Hilfe zu einem älteren Gemeindemitglied, Mrs. Gladys Bink, die nicht will, dass jemand weiß, dass sie nicht mehr alleine im Haushalt zurechtkommt, bis er anfängt mit der Kirche, der Schule und der Hilfe für Mrs. Bink überfordert zu sein. Währenddessen arbeitet Eric hart, um einer arbeitslosen Familie, die in ihrem Auto wohnen zu helfen. Lucy hat Angst, dass sich niemand an ihren kommenden Geburtstag erinnern wird. Außerdem bekommt der Familienhund Happy Nachwuchs. |           |                                 |                                          |                      |                                       |                    |                                                                        |
| 13 | 13        | Geständnisse                    | America's Most Wanted                    | 27. Jan. 1997        | 8. Juli 1999                          | Mark Jean          | Brenda Hampton                                                         |
| Im Rahmen eines Basketball-Team Rituals an ihrer Schule muss Mary ein Trinkglas aus einem Fast Food Restaurant stehlen. Eric will, dass Matt das Glas wieder zurückbringt und sich entschuldigt. Der Inhaber des Restaurants bezichtigt ihn des Diebstahls, obwohl er es zurückgab, und er wird mit einer Gefängnisstrafe konfrontiert. Lucy bringt sich in Schwierigkeiten, weil sie eine Hausarbeit abgibt, die eine Eins-zu-eins-Kopie zu der ist, die Mary einmal angefertigt hatte. Nachdem sich Eric über Leute aufregt, die die Nationalhymne nicht können und meint, dass diese Leute des Landes verwiesen sollten, bekommt Ruthie Angst und lernt die Hymne mit der Hilfe von Simon sofort auswendig. |           |                                 |                                          |                      |                                       |                    |                                                                        |
| 14 | 14        | Väter und Söhne                 | Seven is Enough                          | 3. Feb. 1997         | 9. Juli 1999                          | Harry Harris       | Catherine LePard & Ron Zimmerman                                       |
| Alle drei Camden Generationen fürchten den jährlichen Besuch von Erics Eltern: „Der Colonel“ und Oma Ruth Camden. Spannungen zwischen Eric und seinem Vater kommen auf, als der Colonel Erics Kinder scharf kritisiert und Erics und Annies Wunsch George, einen neun Jahre alten Jungen, der sich in Erics Büro versteckt hat, zu adoptieren verspottet. Bis die Großeltern selbst Gefühle zu George entwickeln und ihn adoptieren. |           |                                 |                                          |                      |                                       |                    |                                                                        |
| 15 | 15        | Ein Unglück kommt selten allein | Happy's Valentine                        | 10. Feb. 1997        | 12. Juli 1999                         | David Semel        | Brenda Hampton                                                         |
| Während Annie & Eric und Patricia & Morgan Hamilton einen romantischen Valentinstag mit Zelten verbringen, sind die Kinder bei den Camdens alleine. Matt ist zuständig für den Rest der Familie. Matt und John Hamilton machen Pläne für eine Doppelverabredung bei den Camdens zu Hause. Marys und Keesha Hamiltons Pläne, ein Paar Freunde einzuladen, um ein Paar Filme zu gucken, geraten außer Kontrolle und endet mit einer großen Party bei den Camdens. Matt und John fangen an ihre Verabredungen zu vernachlässigen, um die Party unter Kontrolle zu halten. Während all dieser Geschehnisse schlüpft Happy aus dem Haus, um ihre Welpen zu finden, die die Camdens kurze Zeit zuvor abgegeben haben. Als sie von einem Auto angefahren wird und ins Krankenhaus muss, hält die Familie eine Nachtwache, die von einer fürsorglichen Tierärztin unterstützt wird. |           |                                 |                                          |                      |                                       |                    |                                                                        |
| 16 | 16        | Eine Frage der Ehre             | Brave New World                          | 17. Feb. 1997        | 13. Juli 1999                         | Harvey S. Laidman  | Catherine LePard                                                       |
| Lucy befürchtet, dass etwas bei ihrer besten Freundin Suzanne im Haus falsch läuft und bittet ihren Vater darum, dass er sich darum kümmern soll. An anderer Stelle versucht Matt, Mary vor einem Jungen, der sie belästigt, zu beschützen, aber sie besteht darauf, sich selbst darum zu kümmern. Ruthies erster Tag in der Vorschule bringt ein paar Probleme. Sie hat keine Lust auf Schule. |           |                                 |                                          |                      |                                       |                    |                                                                        |
| 17 | 17        | Tag der Entscheidungen          | Choices                                  | 14. Apr. 1997        | 14. Juli 1999                         | Kevin Inch         | Sue Tenney                                                             |
| Mary muss nachsitzen und lernt Camille, eine Schülerin die nicht viel von Regeln hält kennen. Mitgerissen von Camille fängt Mary ebenfalls an Regeln zu brechen, doch nach einer enttäuschenden Party ruft sie Matt an und bereut, was sie getan hat. Lucy will mehr über andere Religionen erfahren, weil sie sich nicht sicher ist, ob sie wirklich konfirmiert werden will. Simon und Ruthie finden 50 Dollar und geben diese für illegale Frettchen aus. |           |                                 |                                          |                      |                                       |                    |                                                                        |
| 18 | 18        | Glaube, Liebe, Hoffnung         | Faith, Hope and the Bottom Line          | 21. Apr. 1997        | 15. Juli 1999                         | Burt Brinckerhoff  | Catherine LePard                                                       |
| Eric will einen Ex-Sträfling als neuen Orgelspieler einstellen, aber die Kirche will das Geld lieber in ein neues Sicherheitssystem stecken, was Eric nicht will. Als amtierende Kirchen-Schatzmeisterin, muss Annie feststellen, ob das Budget für einen neuen Organisten vorhanden ist. Währenddessen bittet Lucy Mary darum, dass diese ihrem Freund Jimmy Moon Nachhilfe gibt. Aber schnell merkt Lucy, dass sie sehr eifersüchtig wird, wenn sie Mary und Jimmy alleine zusammen sieht. Matt soll Simon dazu bringen sich gegen Tetanus impfen zu lassen, obwohl er selber Angst davor hat. Schließlich fühlt sich Ruthie durch ihre neue Klassen-Telefonliste ermächtigt und beschließt, die Notrufnummern zu testen. |           |                                 |                                          |                      |                                       |                    |                                                                        |
| 19 | 19        | Ein Vater zuviel                | It's about George                        | 28. Apr. 1997        | 16. Juli 1999                         | Harry Harris       | Ron Zimmerman                                                          |
| Erics Eltern besuchen die Camdens und bringen auch ihren Adoptiv-Sohn George mit. Sie wollen Julie aus der Entzugsklinik abholen. Sie fühlt sich noch sehr unsicher. Als plötzlich Georges leiblicher Vater auftaucht und George zurückhaben will, kommen erst die Probleme. Die Großeltern fallen in alte Muster zurück und werden wieder unfreundlicher. Der Colonel gibt Julie die Schuld an allem. Letztendlich kehren die Großeltern mit George, Julie und Georges leiblichen Vater nach Buffalo zurück und wollen George gemeinsam großziehen. Außerdem bereiten Lucy, Matt und Mary Jimmy Moon auf sein erstes Treffen mit den strengen Großeltern vor. |           |                                 |                                          |                      |                                       |                    |                                                                        |
| 20 | 20        | Unter Freunden                  | Say Goodbye                              | 5. Mai 1997          | 19. Juli 1999                         | Gabrielle Beaumont | Brenda Hampton & Sue Tenney                                            |
| Matt hat Probleme mit einer alten Highschool-Freundin von Annie, Rachel. Sie reißt gerne Männer auf und so versucht sie dies auch bei Matt. Als Rachel, Matt und Mary zusammen in einem Club sind, tritt Mary spontan auf und gibt ihr Bühnendebüt. Die Band ist begeistert von ihr und möchte sie gerne nochmal auftreten lassen. Ihre Eltern sind nur einverstanden, wenn sie dabei sind. Wieder zu Hause veranstaltet Ruthie eine Abschiedsparty für ihren imaginären Freund Hooey. Lucy ist deprimiert, weil ihre beste Freundin Suzanne wegzieht. |           |                                 |                                          |                      |                                       |                    |                                                                        |
| 21 | 21        | Verhängnisvolle Affären (1)     | Dangerous Liaisons (1)                   | 12. Mai 1997         | 20. Juli 1999                         | Harvey S. Laidman  | Handlung: Brenda Hampton Schauspiel: Brenda Hampton & Ron Zimmerman    |
| Annie weiß nicht wie sie mit dem ersten Besuch ihres Vaters umgehen soll, nachdem ihre Mutter starb. Sie ist geschockt, als er mit einer neuen Freundin namens Ginger vor der Tür steht. Simon rät Lucy dazu, ihre Haare blond zu färben. Lucy ist nicht sehr begeistert von ihrer neuen Haarfarbe und rät Simon dazu, um sein Leben zu rennen. Mary trifft einen jungen Mann namens Wilson, der zunächst wie ein ganz normaler Teenager wirkt. Auch Matt trifft eine attraktive Frau namens Heather, die zunächst zwar mit ihm flirtet, aber als er sie anspricht, nicht reagiert. Als Annies Vater Ginger mit in die Kirche bringt, flüchtet Annie. Mary folgt ihr und wird beim Überqueren der Straße von einem Auto angefahren. |           |                                 |                                          |                      |                                       |                    |                                                                        |
| 22 | 22        | Verhängnisvolle Affären (2)     | Dangerous Liaisons (2)                   | 19. Mai 1997         | 21. Juli 1999                         | Harvey S. Laidman  | Handlung: Brenda Hampton Schauspiel: Brenda Hampton & Catherine LePard |
| Nachdem Mary ins Krankenhaus kam, musste sie am Knie operiert werden und die Ärzte stellten fest, dass ihr Sport durch die Verletzung gefährdet sein könnte. Wilson steht ihr bei und beichtet, dass er keinen Bruder, sondern einen Sohn namens Billy hat. Jimmy Moon gefallen Lucys blonden Haare nicht und sie trennen sich im Streit. Matt erfährt, dass Heather taub ist und deswegen nicht mit ihm gesprochen hat. Er will sich bemühen, die Zeichensprache so schnell wie möglich zu lernen. Annie ist immer noch nicht gut auf ihren Vater zu sprechen, doch durch die Hilfe von Mrs. Bink vertragen sich wieder beide Parteien und Annie bemüht sich, Ginger im Kreis der Familie zu akzeptieren. |           |                                 |                                          |                      |                                       |                    |                                                                        |

## Staffel 2
| Nr. (ges.) | Nr. (St.) | Deutscher Titel                    | Originaltitel                      | Erstausstrahlung USA | Deutschsprachige Erstausstrahlung (D) | Regie                 | Drehbuch                       |
| --- | --------- | ---------------------------------- | ---------------------------------- | -------------------- | ------------------------------------- | --------------------- | ------------------------------ |
| 23 | 1         | Späte Hochzeit                     | Don't Take My Love Away            | 15. Sep. 1997        | 22. Juli 1999                         | Derek Blaskie         | Brenda Hampton                 |
| Eric und Annie entscheiden sich dazu ihr Ehegelübde anlässlich ihres neunzehnten Hochzeitstages zu erneuern. Die Kinder sind aber wenig begeistert über die bevorstehende Hochzeit. Lucy ist deprimiert, weil ihr Ex-Freund Jimmy Moon nun mit ihrer Erzrivalin Ashley zusammen ist. Mary ist wütend darüber, dass sie sich wegen ihres Unfalles schonen muss und entfernt sich dadurch immer mehr von ihrem Freund. Simon möchte aus dem Zimmer, welches er mit Ruthie teilt, ausziehen und auf den noch nicht fertiggestellten Dachboden ziehen. Eric tut sein Bestes, einer Frau zu helfen, die mit dem Mörder ihres Mannes ins Gespräch zu kommen. |           |                                    |                                    |                      |                                       |                       |                                |
| 24 | 2         | Der erste Schultag                 | See You in September               | 22. Sep. 1997        | 23. Juli 1999                         | David Semel           | Christopher Bird               |
| Eric und Annie freuen sich auf einen ruhigeren und entspannteren Haushalt, da nun alle fünf Kinder in die Schule gehen. Aber jedes der Camden Kinder bekommt Probleme an der Schule in den ersten Schultagen: Matt hat versehentlich den Pager von Eric, der in der Schule verboten ist; Mary gibt Lucy eine Aspirin, die als Droge vermutet wird; in Simons Brotdose befand sich ein Messer, welches ihm Annie in die Dose tat und Ruthie sieht nicht ein, warum sie keine Base-Cap in der Schule tragen darf. |           |                                    |                                    |                      |                                       |                       |                                |
| 25 | 3         | Liebesgeflüster                    | I Love You                         | 29. Sep. 1997        | 26. Juli 1999                         | Gabrielle Beaumont    | Brenda Hampton                 |
| Als Matt Simon und Ruthie dabei erwischte, wie sie seinen Brief an seine Freundin Heather lasen, schrieb er einen falschen Brief, in dem er von Hochzeit sprach. Eigentlich sollten die zwei jüngsten Camdens damit ausgetrickst werden, doch anstatt Simon und Ruthie fand Eric den Brief und somit entstand ein riesen Missverständnis. |           |                                    |                                    |                      |                                       |                       |                                |
| 26 | 4         | Große Kinder, große Sorgen         | Who Knew?                          | 6. Okt. 1997         | 28. Juli 1999                         | Gabrielle Beaumont    | Greg Plageman                  |
| Nachdem Eric einen Marijuana Joint in Happys Maul findet, ist er sich sofort sicher, wer diesen ins Haus gebracht hat, doch Annie redet Eric ins Gewissen und sagt ihm, dass er keine voreiligen Schlüsse ziehen soll. Annie gesteht ihm, dass sie selbst einmal Marijuana geraucht hat. Auf Grund dieses Vorfalls verbietet Eric Mary und Lucy Gäste zu haben, doch er änderte seine Entscheidung, als er Lucys neuen Freund Rod kennenlernte und er ein paar Fragen bezüglich Drogen gut beantwortet hat. Lucy findet den Joint, den Annie in ihrer Kommode versteckt hat. Lucy und Mary vermuten, dass ihre Eltern „Kiffer“ sein könnten. |           |                                    |                                    |                      |                                       |                       |                                |
| 27 | 5         | Gerüchte                           | Says Who?                          | 13. Okt. 1997        | 27. Juli 1999                         | Harvey Laidman        | Greg Plageman                  |
| Eric hilft Nachbarin Mrs. Bink dabei herauszufinden, warum ihre beste Freundin in ein Altersheim gezogen ist. Simon und Ruthie arbeiten an einem Experiment, in dem sie testen wollen, wie man Menschen beeinflussen kann. Sie wollen Matt klarmachen, dass Simon schrumpft, bis Matt dahinterkommt und den Spieß umdreht. Lucy will herausfinden, ob das Gerücht über eine ihrer Klassenkameradin, die eine Essstörung haben soll, wahr ist. |           |                                    |                                    |                      |                                       |                       |                                |
| 28 | 6         | Beziehungskrisen                   | Breaking Up Is Hard To Do          | 20. Okt. 1997        | 29. Juli 1999                         | Harry Harris          | Brenda Hampton                 |
| Mary leidet unter Liebeskummer, als sie mit ihrem langzeitigen Freund Wilson Schluss macht. Nachdem Matt einen Brief von Heather bekommen hat, in dem sie wegen eines anderen Jungen mit ihm Schluss macht, versucht er, so viel Geld wie möglich von seinen Geschwistern zu kriegen, um spontan nach Philadelphia zu fliegen, wo Heather zur Schule geht. |           |                                    |                                    |                      |                                       |                       |                                |
| 29 | 7         | Gute Freunde, schlechte Freunde    | Girls Just Want to Have Fun        | 3. Nov. 1997         | 30. Juli 1999                         | Joel J. Feigenbaum    | Catherine LePard               |
| Simon schwört seinem Freund Stan, dass er ein Geheimnis für sich behält: Stans Schwester Karen ist Mitglied einer Straßengang namens Blackburn 16. Nachdem Stan einen Albtraum hatte, als er bei den Camdens übernachtete, werden Eric und Annie stutzig. Als Karen Stan bei den Camdens abholen will, bemerkt Matt, dass sie ein großes B als Gürtelschnalle trägt. Sie sagt, dass es für ihren Spitznamen „Baby Doll“ stehe. Matt erfährt letztendlich das Geheimnis von Simon und erzählt, gegen den Wunsch von Simon, alles den Eltern. Lucy erregt Aufsehen, als ihre Mutter und Mary sie dabei erwischen, wie sie mit ihren Freundinnen in gewagter Kleidung durch das Einkaufszentrum schlendert. |           |                                    |                                    |                      |                                       |                       |                                |
| 30 | 8         | Eine Familie macht Geschäfte       | Do Something                       | 10. Nov. 1997        | 2. Aug. 1999                          | Tony Mordente         | Naomi Janzen                   |
| Bemerkungen von Mary und Lucy über Selbstverwirklichung, bringen Annie dazu, ein Angebot von einer lokalen Bäckerei anzunehmen, in dem sie ihre eigenen Muffins für die Bäckerei backen soll, doch dieser Job wächst ihr schon sehr bald über den Kopf. Durch Matts immer öfter scheiternde Jobs, ermöglicht Eric ihm einen Job als Betreuer eines kranken Jungens im Krankenhaus. |           |                                    |                                    |                      |                                       |                       |                                |
| 31 | 9         | Ich hasse dich                     | I Hate You                         | 17. Nov. 1997        | 3. Aug. 1999                          | Burt Brinckerhoff     | Brenda Hampton & Eleah Horwitz |
| Matt wird von seiner neuen Freundin Joanne verlassen, nachdem sie mitbekommen hat, wie sich Mary und Lucy über sie lustig gemacht haben. Ruthie übt derweil ihre künstlerischen Fähigkeiten an der Wand ihres und Simons Kinderzimmers. Annie ist davon wenig begeistert und verdonnert sie dazu, die Wand wieder sauberzumachen. Annie ist verletzt, als Ruthie sagt, dass sie sie hassen würde. Als ein Klassenkamerad sagt, dass sein Vater gesagt hat, dass es den Holocaust nie gegeben hätte, bewegt Simon eine befreundete Holocaustüberlebende dazu, vor seiner Klasse und dessen Eltern von ihrer Vergangenheit zu erzählen. |           |                                    |                                    |                      |                                       |                       |                                |
| 32 | 10        | Verschwörungen                     | Truth or Dare                      | 24. Nov. 1997        | 4. Aug. 1999                          | Les Sheldon           | Brenda Hampton & Eleah Horwitz |
| Eric ist frustriert, da er nicht mehr in seine alten Jeans passt. Er beschließt Joggen zu gehen und seine Ernährung um zu stellen. Doch er hält es nicht durch und schickt Matt los, ihm ein paar Cheeseburger zu besorgen. Matt soll, auf Wunsch von Mary, ein Treffen zwischen ihr und seinem Freund Brian engagieren, doch dieser ist nicht wirklich interessiert. Da Matt keine Lust auf Diskussionen mit Mary hat, gibt er Brian 20 Dollar für ein Date mit Mary. Bei dem Date entdeckt Brian dann doch Gefühle für Mary, aber sie kommt hinter die Abmachung und ist stinksauer auf Matt und Brian. Lucy wurde von Beverly, einer beliebten Mitschülerin, auf deren Übernachtungsparty eingeladen. Beverly und ihre Freundinnen wollen, dass sich Lucy unter dem Bett versteckt, während die nichtsahnende Shelby ihre Meinung über Lucy sagt. Lucy ist von den Worten von Shelby verletzt, findet aber schnell heraus, dass Shelby nicht wirklich dieser Meinung ist.                                                                                               |           |                                    |                                    |                      |                                       |                       |                                |
| 33 | 11        | Der Colonel räumt auf              | Lead, Follow or Get Out of the Way | 12. Jan. 1998        | 5. Aug. 1999                          | Les Sheldon           | Greg Plageman                  |
| Ein Fernsehteam hat vor den Sonntagsgottesdienst im Fernsehen zu übertragen. Annie nimmt ihrem Mann jegliche Aufgaben ab, damit er sich voll und ganz auf das Schreiben der Predigt konzentrieren kann. Doch Eric hat ausgerechnet jetzt eine Schreibblockade. Außerdem geht es im Hause Camden drunter und drüber. Lucy ist bei ihrer letzten Geschichtsklausur durchgefallen, Mary will aus Eifersucht auf die neue Mitspielerin Diana ihr Aufbautraining stoppen und ihre Sportkarriere aufgeben, und Zauberer Simon und seine Assistentin Ruthie streiten sich, weil Ruthie selber zaubern will. Als der Colonel davon Wind bekommt, reist er so schnell wie möglich an und nimmt die Probleme in die Hand. Er kümmert sich um den Haushalt, lernt mit Lucy Geschichte, überzeugt Mary davon, ihre Sportkarriere nicht aufzugeben und hilft Eric, seine Schreibblockade zu überwinden. Der Gottesdienst, der im Fernsehen übertragen wird, wird letztendlich von Ruthie unterbrochen, als diese sich ein Pfefferminz-Drop in die Nase steckt und ins Krankenhaus muss. |           |                                    |                                    |                      |                                       |                       |                                |
| 34 | 12        | Falsches Spiel mit Mary            | Rush to Judgement                  | 19. Jan. 1998        | 6. Aug. 1999                          | Neema Barnette        | Cristopher Bird                |
| Annie und Eric wollen rausfinden, warum fast 3000 Dollar in der Kirchenkasse fehlen. Lou, der Schatzmeister der Kirche, hatte sich das Geld genommen, um seinem geistig behinderten Sohn zu helfen. Mary versteht sich super mit ihrem Basketballtrainer Mr. Koper, während Matt im Englischunterricht bei ihm leidet. Lucy beobachtet eine sehr innige Umarmung von Mary und Mr. Koper und erzählt ihrem Bruder davon. Matt meldet sich bei der Schulleitung und wirft Mr. Koper mehr als nur Freundschaft zu Mary vor. Mary ist von dem Vorwurf wenig begeistert und es kommt zum Eklat zwischen den Geschwistern. Mary ist auf der Seite von Mr. Koper und merkt erst später, dass er doch mehr von ihr will als nur Freundschaft. Annie und die Schuldirektorin erwischen ihn jedoch beim Versuch, Mary näherzukommen. Simon entdeckt seine Leidenschaft zum Golfspielen und schlägt erst einmal zwei Fensterscheiben ein. Ruthie nimmt die zweite Fensterscheibe auf ihre Kappe, doch Simon kann das nicht mit sich vereinbaren und gesteht seinen Eltern alles.      |           |                                    |                                    |                      |                                       |                       |                                |
| 35 | 13        | Er liebt mich, er liebt mich nicht | Stuck in the Middle With You       | 26. Jan. 1998        | 9. Aug. 1999                          | Harry Harris          | Brenda Hampton                 |
| Nachdem Lucy erfährt, dass sich ihr Ex-Freund Jimmy Moon von seiner Freundin Ashley getrennt hat, ist sie völlig hin und her gerissen zwischen ihm und Rod. Beide haben ein Auge auf sie geworfen und umgarnen sie ununterbrochen, was ihr eigentlich ganz gut gefällt. Die Geschwister und Opa Charles, der mit einem Toupet, welches die Meinungen der Familie spaltet, zu Besuch gekommen ist, schließen Wetten ab, für wen Lucy sich entscheiden wird. Eric und Annie veranstalten eine Eheberatung für drei frisch vermählte Paare, die alle ihre ganz speziellen Beziehungsprobleme haben. Aber auch Annie und Eric streiten zurzeit über ein wichtiges Problem: Soll sich die Familie später einmal im Grab ihrer oder seiner Eltern beerdigen lassen? Die beiden haben Gelegenheit, den jungen Paaren praktischen Unterricht in Konfliktlösung zu geben. |           |                                    |                                    |                      |                                       |                       |                                |
| 36 | 14        | Bitte und Danke                    | Red Tape                           | 2. Feb. 1998         | 10. Aug. 1999                         | Les Sheldon           | Brenda Hampton                 |
| Gratis Coupons geben den Camdens einen guten Grund ein Mittagessen in einem neuen Restaurant auszuprobieren, aber die Coupons sind nur für ein Gericht, Nierenragout. Eric ist von einem kleinen Jungen, namens Clarence, den er in der lokalen Essensausgabe trifft fasziniert. Eric folgt dem Jungen, um herauszufinden, warum er zur Essensausgabe gehen muss. Er erfährt, dass seine Mutter Harriet, die Kellnerin aus dem Restaurant ist. Eric erfährt von den finanziellen Problemen der Familie, die Harriets Mann, der abgehauen ist, verursacht hat. Annie ist besorgt um die Einhaltung der Höflichkeitsregeln und nötigt zu Hause ihre Kinder dazu, ständig “bitte” und “danke” zu sagen. Bei einem Streit mit einer Verkäuferin wegen eines eingelaufenen Sweatshirts kämpft allerdings auch Annie mit harten Bandagen. Eine mysteriöse Kontaktanzeige in der Schulzeitung bringt Matt mehr Verehrerinnen, als er bewältigen kann. Er verdächtigt Mary und Lucy, aber die haben nichts damit zu tun.                                                           |           |                                    |                                    |                      |                                       |                       |                                |
| 37 | 15        | Marys Comeback                     | Homecoming                         | 9. Feb. 1998         | 11. Aug. 1999                         | David J. Plenn        | Catherine LePard               |
| Das Einzige, was Mary vor ihrer Rückkehr auf den Basketballplatz nach ihrer Knie-Operation hindert, ist die Angst vor dem Versagen ihres Comebacks. Doch mit der Unterstützung ihrer gesamten Familie schafft es Mary, wieder zu alten Leistungen zurückzukehren. Weil Ruthie Angst davon hat, dass bei ihrem ersten Schulausflug etwas schiefgehen könnte, entscheidet Annie als freiwilliger Elternteil mitzukommen. Auch Simon hat Probleme. Er ist der festen Überzeugung, dass die Physiklehrerin Ms. Hunter ihn hasst. Lieber spielt er krank, als noch einmal am Unterricht teilzunehmen. Lucy und ihre Freundin Suzanne haben noch immer keine Verabredung für die Schulparty. Aber Suzanne hat viel größere Probleme, wie Eric schon bald feststellt. Sie ist von zu Hause ausgerissen, weil sie sich durch den neuen Freund ihrer Mutter und dessen Töchter vernachlässigt fühlt. Eric bringt Suzanne dazu, sich mit ihrer Mutter auszusprechen. |           |                                    |                                    |                      |                                       |                       |                                |
| 38 | 16        | Verabredung mit Folgen             | It Takes a Village                 | 26. Feb. 1998        | 12. Aug. 1999                         | Burt Brinckerhoff     | Sue Tenney                     |
| Bevor Matt und John sich verabschieden, um auf das College zu gehen, wollen die Camdens und Hamiltons noch einmal gemeinsam essen gehen. Aber alle haben schon etwas anderes vor. Nur Ruthie und Lynn, die zurzeit verkracht sind, essen mit Annie und Patricia. Beim anschließenden Kinobesuch werden Annie und Patricia Zeugen, wie Lucy und Keesha zwei Jungen hemmungslos küssen. Simon und Nigel wurden zu einer “Schmuseparty” eingeladen, wo Simon mit seinem ersten Kuss konfrontiert wird, den die Eltern der Veranstalterin der Party nicht gerne sehen. Mary trifft sich mit einem Jungen in Lucys Alter und bereut schnell, dass sie der Verabredung zugesagt hat. Die Väter Eric und Morgan treffen sich derweil heimlich mit Patricias erstem Ehemann Kevin. Morgan will Kevin davon abbringen, jedes Jahr am Valentinstag anzurufen; als er aber den gelähmten Kevin sieht, ändert er seinen Plan und bereitet seiner Frau eine Überraschung. John verblüfft seine Eltern: Zugunsten einer Karriere als Sänger will er auf das College verzichten.          |           |                                    |                                    |                      |                                       |                       |                                |
| 39 | 17        | Schicksalsschläge                  | Nothing Endures But Change         | 2. März 1998         | 13. Aug. 1999                         | Stephen Collins       | Heather Conkie                 |
| 40 | 18        | Völkerverständigung                | My Kind of Guy                     | 6. Apr. 1998         | 17. Aug. 1999                         | Joseph B. Wallenstein | Greg Plageman                  |
| 41 | 19        | Zeit, erwachsen zu werden          | Time to Leave the Nest             | 13. Apr. 1998        | 16. Aug. 1999                         | Tony Mordente         | Stephanie Simpson              |
| 42 | 20        | Der Abschlußball                   | Like a Harlot                      | 27. Apr. 1998        | 18. Aug. 1999                         | Joel J. Feigenbaum    | Sue Tenney                     |
| 43 | 21        | Jungs...                           | Boyfriends (1)                     | 4. Mai 1998          | 19. Aug. 1999                         | Burt Brinckerhoff     | Brenda Hampton                 |
| 44 | 22        | ...und Mädchen                     | ... And Girlfriends (2)            | 11. Mai 1998         | 20. Aug. 1999                         | Burt Brinckerhoff     | Catherine LePard               |

## Staffel 3
| Nr. (ges.) | Nr. (St.) | Deutscher Titel             | Originaltitel                               | Erstausstrahlung USA | Deutschsprachige Erstausstrahlung (D) | Regie              | Drehbuch                                                     |
| ---------- | --------- | --------------------------- | ------------------------------------------- | -------------------- | ------------------------------------- | ------------------ | ------------------------------------------------------------ |
| 45         | 1         | Eins und eins macht neun    | It Takes Two, Baby                          | 21. Sep. 1998        | 23. Aug. 1999                         | Burt Brinckerhoff  | Brenda Hampton                                               |
| 46         | 2         | Das Aufnahmeritual          | Drunk Like Me                               | 28. Sep. 1998        | 24. Aug. 1999                         | Joel J. Feigenbaum | Carol Evan McKeand & Nigel McKeand                           |
| 47         | 3         | Freundinnen                 | Cutters                                     | 5. Okt. 1998         | 26. Aug. 1999                         | Anson Williams     | Sue Tenney                                                   |
| 48         | 4         | Mißverständnis              | The Legacy                                  | 12. Okt. 1998        | 25. Aug. 1999                         | Tony Mordente      | Catherine LePard                                             |
| 49         | 5         | Zweifelhaftes Fahrvergnügen | ... And a Nice Chianti                      | 19. Okt. 1998        | 27. Aug. 1999                         | Harvey S. Laidman  | Greg Plageman                                                |
| 50         | 6         | Großvaters Hochzeit         | And the Home of the Brave                   | 2. Nov. 1998         | 30. Aug. 1999                         | Harry Harris       | Brenda Hampton                                               |
| 51         | 7         | Saat der Gewalt             | Johnny Get Your Gun                         | 9. Nov. 1998         | 31. Aug. 1999                         | Kevin Inch         | Brenda Hampton                                               |
| 52         | 8         | Nebenwirkungen              | No Sex, Some Drugs and a Little Rock'n'Roll | 16. Nov. 1998        | 1. Sep. 1999                          | David J. Plenn     | Sue Tenney                                                   |
| 53         | 9         | Reifeprüfung                | Let's Talk About Sex                        | 23. Nov. 1998        | 2. Sep. 1999                          | Tony Mordente      | Brenda Hampton                                               |
| 54         | 10        | Frohe Weihnachten           | Here Comes Santa Claus                      | 14. Dez. 1998        | 3. Sep. 1999                          | Joel J. Feigenbaum | Chris Olsen & Jeff Olsen                                     |
| 55         | 11        | Prüfungen                   | Nobody Knows...                             | 11. Jan. 1999        | 6. Sep. 1999                          | Harry Harris       | Brenda Hampton & Catherine LePard                            |
| 56         | 12        | Zeit der Vergebung          | All that Jazz                               | 18. Jan. 1999        | 7. Sep. 1999                          | Harvey Laidman     | Sue Tenney                                                   |
| 57         | 13        | Machtkämpfe                 | The Tribes That Bind                        | 25. Jan. 1999        | 8. Sep. 1999                          | Bradley Gross      | Catherine LePard                                             |
| 58         | 14        | Familienzuwachs             | In Praise of Women                          | 8. Feb. 1999         | 9. Sep. 1999                          | Burt Brinckerhoff  | Brenda Hampton & Catherine LePard                            |
| 59         | 15        | Schlaf, Kindchen, schlaf    | It Happened One Night                       | 15. Feb. 1999        | 10. Sep. 1999                         | Tony Mordente      | Brenda Hampton & Greg Plageman                               |
| 60         | 16        | Paranoia                    | Paranoia                                    | 22. Feb. 1999        | 13. Sep. 1999                         | Stephen Collins    | Ron Darian                                                   |
| 61         | 17        | Glück im Unglück            | Sometimes That's Just the Way It Is         | 1. März 1999         | 14. Sep. 1999                         | Kevin Inch         | Linda Ptolemy                                                |
| 62         | 18        | Sündenfall                  | We the People                               | 15. März 1999        | 15. Sep. 1999                         | Harry Harris       | Catherine LePard                                             |
| 63         | 19        | Die Stimme des Herrn        | The Voice                                   | 3. Mai 1999          | 16. Sep. 1999                         | David J. Plenn     | Ron Darian                                                   |
| 64         | 20        | Freundschaftsbeweise        | All Dogs Go to Heaven                       | 10. Mai 1999         | 17. Sep. 1999                         | Paul Snider        | Chris Olsen & Jeff Olsen                                     |
| 65         | 21        | Amors Pfeil (1)             | There Goes the Bride (1)                    | 17. Mai 1999         | 20. Sep. 1999                         | Burt Brinckerhoff  | Handlung: Sue Tenney Schauspiel: Brenda Hampton & Sue Tenney |
| 66         | 22        | Amors Pfeil (2)             | There Goes the Bride (2)                    | 24. Mai 1999         | 21. Sep. 1999                         | Burt Brinckerhoff  | Handlung: Sue Tenney Schauspiel: Brenda Hampton & Sue Tenney |

## Staffel 4
| Nr. (ges.) | Nr. (St.) | Deutscher Titel                      | Originaltitel              | Erstausstrahlung USA | Deutschsprachige Erstausstrahlung (D) | Regie              | Drehbuch                    |
| ---------- | --------- | ------------------------------------ | -------------------------- | -------------------- | ------------------------------------- | ------------------ | --------------------------- |
| 67         | 1         | Matt verlässt das Nest               | The Tattle Tale Heart      | 20. Sep. 1999        | 28. Nov. 2000                         | Burt Brinckerhoff  | Brenda Hampton              |
| 68         | 2         | Das Leben ist wundervoll             | Life is Too Beautiful      | 27. Sep. 1999        | 5. Dez. 2000                          | Tony Mordente      | Brenda Hampton              |
| 69         | 3         | Gleiches Recht für alle              | Yak Sada                   | 4. Okt. 1999         | 12. Dez. 2000                         | Bradley Gross      | Elizabeth Orange            |
| 70         | 4         | Neue Perspektiven                    | Come Drive With Me         | 11. Okt. 1999        | 19. Dez. 2000                         | Anson Williams     | Ron Darian                  |
| 71         | 5         | Lügen haben kurze Beine              | With Honors                | 18. Okt. 1999        | 2. Jan. 2001                          | Harvey Laidman     | Sue Tenney                  |
| 72         | 6         | Eine schwere Geburt                  | Just You Wait and See      | 25. Okt. 1999        | 9. Jan. 2001                          | Paul Snider        | Linda Ptolemy               |
| 73         | 7         | Kleine Kinder, kleine Sorgen... (1)  | Sin...                     | 8. Nov. 1999         | 16. Jan. 2001                         | Tony Mordente      | Catherine LePard            |
| 74         | 8         | Große Kinder, größere Sorgen (2)     | ... And Expiation          | 15. Nov. 1999        | 23. Jan. 2001                         | Tony Mordente      | Catherine LePard            |
| 75         | 9         | Waschtag                             | Dirty Laundry              | 22. Nov. 1999        | 30. Jan. 2001                         | Burt Brinckerhoff  | Elaine Arata                |
| 76         | 10        | Bewährungsproben                     | Who Nose                   | 29. Nov. 1999        | 6. Feb. 2001                          | Harvey Laidman     | Suzanne Fitzpatrick         |
| 77         | 11        | Schlechte Nachrichten                | Forget Me Not              | 13. Dez. 1999        | 20. Feb. 2001                         | David J. Plenn     | Sue Tenney                  |
| 78         | 12        | Auf Distanz                          | All By Myself              | 24. Jan. 2000        | 27. Feb. 2001                         | Kevin Inch         | Brenda Hampton & Sue Tenney |
| 79         | 13        | Eine Frage des Vertrauens            | Who Do You Trust?          | 31. Jan. 2000        | 6. März 2001                          | Joel J. Feigenbaum | Ron Darian & Brenda Hampton |
| 80         | 14        | Offene Wunden                        | Words                      | 7. Feb. 2000         | 13. März 2001                         | Burt Brinckerhoff  | Sue Tenney                  |
| 81         | 15        | Wer liebt wen?                       | Loves Me, Loves Me Not     | 14. Feb. 2000        | 20. März 2001                         | Bradley Gross      | Brenda Hampton              |
| 82         | 16        | Gebete                               | Say a Little Prayer for Me | 21. Feb. 2000        | 27. März 2001                         | Harry Harris       | Brenda Hampton              |
| 83         | 17        | Recht und Gerechtigkeit              | Twelve Angry People        | 28. Feb. 2000        | 3. Apr. 2001                          | Tony Mordente      | Carol Tenney                |
| 84         | 18        | Zerplatzte Träume                    | Hoop Dreams                | 10. Apr. 2000        | 10. Apr. 2001                         | David J. Plenn     | Jon Bastian                 |
| 85         | 19        | Schweigen ist Silber, Reden ist Gold | Talk to Me                 | 1. Mai 2000          | 17. Apr. 2001                         | Tony Mordente      | Elaine Arata                |
| 86         | 20        | Nichts als die Wahrheit              | Liar, Liar                 | 8. Mai 2000          | 24. Apr. 2001                         | Paul Snider        | Brenda Hampton              |
| 87         | 21        | Gebrochene Herzen (1)                | Love Stinks (1)            | 15. Mai 2000         | 8. Mai 2001                           | Burt Brinckerhoff  | Sue Tenney                  |
| 88         | 22        | Gebrochene Herzen (2)                | Love Stinks (2)            | 22. Mai 2000         | 15. Mai 2001                          | Burt Brinckerhoff  | Sue Tenney                  |

## Staffel 5
| Nr. (ges.) | Nr. (St.) | Deutscher Titel             | Originaltitel    | Erstausstrahlung USA | Deutschsprachige Erstausstrahlung (D) | Regie              | Drehbuch                                                      |
| ---------- | --------- | --------------------------- | ---------------- | -------------------- | ------------------------------------- | ------------------ | ------------------------------------------------------------- |
| 89         | 1         | Wutentbrannt                | Here We Go Again | 2. Okt. 2000         | 7. Dez. 2001                          | Burt Brinckerhoff  | Brenda Hampton                                                |
| 90         | 2         | Guter Rat ist teuer         | Help             | 9. Okt. 2000         | 10. Dez. 2001                         | Tony Mordente      | Sue Tenney                                                    |
| 91         | 3         | Falsche Versprechungen      | Losers           | 16. Okt. 2000        | 11. Dez. 2001                         | Harvey Laidman     | Brenda Hampton                                                |
| 92         | 4         | Ein offenes Geheimnis       | Busted           | 23. Okt. 2000        | 12. Dez. 2001                         | Tony Mordente      | Brenda Hampton                                                |
| 93         | 5         | Am Rande des Abgrunds       | Blind            | 30. Okt. 2000        | 13. Dez. 2001                         | Burt Brinckerhoff  | Sue Tenney                                                    |
| 94         | 6         | Abgestürzt                  | Broke            | 6. Nov. 2000         | 14. Dez. 2001                         | Joel J. Feigenbaum | Brenda Hampton & Sue Tenney                                   |
| 95         | 7         | Erziehungsmaßnahmen         | Bye              | 13. Nov. 2000        | 17. Dez. 2001                         | Paul Snider        | Brenda Hampton & Sue Tenney                                   |
| 96         | 8         | Böse Zungen                 | Gossip           | 20. Nov. 2000        | 18. Dez. 2001                         | Chip Chalmers      | Sue Tenney                                                    |
| 97         | 9         | Falsche Töne                | Tunes            | 27. Nov. 2000        | 19. Dez. 2001                         | Tony Mordente      | Brenda Hampton                                                |
| 98         | 10        | Liebe deinen Nächsten       | Surprise!        | 18. Dez. 2000        | 20. Dez. 2001                         | Bradley Gross      | Chris Olsen                                                   |
| 99         | 11        | Ungebetene Gäste            | Home             | 22. Jan. 2001        | 21. Dez. 2001                         | Harvey Laidman     | Jeff Olsen                                                    |
| 100        | 12        | Ehre, wem Ehre gebührt      | One Hundred      | 29. Jan. 2001        | 27. Dez. 2001                         | David J. Plenn     | Sue Tenney                                                    |
| 101        | 13        | Der Kuss                    | Kiss             | 5. Feb. 2001         | 28. Dez. 2001                         | Tony Mordente      | Brenda Hampton & Sue Tenney                                   |
| 102        | 14        | Valentinstag                | V-Day            | 12. Feb. 2001        | 2. Jan. 2002                          | Burt Brinckerhoff  | Carol Tenney                                                  |
| 103        | 15        | Um den heißen Brei          | Sweeps           | 18. Feb. 2001        | 3. Jan. 2002                          | Joel J. Feigenbaum | Brenda Hampton                                                |
| 104        | 16        | Schattenseiten              | Parents          | 26. Feb. 2001        | 4. Jan. 2002                          | Tony Mordente      | Sue Tenney                                                    |
| 105        | 17        | Der Wunderdoktor            | Crazy            | 16. Apr. 2001        | 7. Jan. 2002                          | Joel J. Feigenbaum | Handlung: Brenda Hampton Schauspiel: Chris Olsen & Jeff Olsen |
| 106        | 18        | Neu gemischte Karten        | Apologize        | 23. Apr. 2001        | 8. Jan. 2002                          | Harry Harris       | Handlung: Brenda Hampton Schauspiel: Chris Olsen & Jeff Olsen |
| 107        | 19        | Warum ist die Banane krumm? | Virgin           | 30. Apr. 2001        | 9. Jan. 2002                          | Chip Chalmers      | Brenda Hampton                                                |
| 108        | 20        | Der Fall der Moralapostel   | Regrets          | 7. Mai 2001          | 10. Jan. 2002                         | Tony Mordente      | Barbara Calloway & Brenda Hampton                             |
| 109        | 21        | Verschlungene Pfade (1)     | Chances (1)      | 14. Mai 2001         | 11. Jan. 2002                         | Burt Brinckerhoff  | Sue Tenney                                                    |
| 110        | 22        | Verschlungene Pfade (2)     | Are (2)          | 21. Mai 2001         | 14. Jan. 2002                         | Burt Brinckerhoff  | Sue Tenney                                                    |

## Staffel 6
| Nr. (ges.) | Nr. (St.) | Deutscher Titel           | Originaltitel     | Erstausstrahlung USA | Deutschsprachige Erstausstrahlung (D) | Regie              | Drehbuch                         |
| ---------- | --------- | ------------------------- | ----------------- | -------------------- | ------------------------------------- | ------------------ | -------------------------------- |
| 111        | 1         | Wechselhaft bis stürmisch | Changes           | 24. Sep. 2001        | 20. Aug. 2002                         | Burt Brinckerhoff  | Brenda Hampton                   |
| 112        | 2         | Gemeinheiten              | Teased            | 1. Okt. 2001         | 21. Aug. 2002                         | Tony Mordente      | Brenda Hampton                   |
| 113        | 3         | Mitleid                   | Sympathy          | 8. Okt. 2001         | 22. Aug. 2002                         | Joel J. Feigenbaum | Brenda Hampton                   |
| 114        | 4         | Talente                   | Worked            | 15. Okt. 2001        | 23. Aug. 2002                         | David J. Plenn     | Sue Tenney                       |
| 115        | 5         | Von Kuss zu Kuss          | Relationships     | 22. Okt. 2001        | 26. Aug. 2002                         | Burt Brinckerhoff  | Sue Tenney                       |
| 116        | 6         | Zusammen und allein       | Broken            | 5. Nov. 2001         | 27. Aug. 2002                         | Tony Mordente      | Sue Tenney                       |
| 117        | 7         | Die Gardinenpredigt       | Prodigal          | 12. Nov. 2001        | 28. Aug. 2002                         | Harry Harris       | Brenda Hampton & Erik Kolbell    |
| 118        | 8         | Auf Freiersfüßen          | Ay Carumba        | 19. Nov. 2001        | 29. Aug. 2002                         | Paul Snider        | Brenda Hampton                   |
| 119        | 9         | Vermisst                  | Lost              | 26. Nov. 2001        | 30. Aug. 2002                         | Burt Brinckerhoff  | Brenda Hampton                   |
| 120        | 10        | Ansichtssache             | Consideration     | 10. Dez. 2001        | 2. Sep. 2002                          | Tony Mordente      | Sue Tenney                       |
| 121        | 11        | Der Verlobungsring        | Pathetic          | 14. Jan. 2002        | 3. Sep. 2002                          | Bradley Gross      | Brenda Hampton & Jeffrey Rodgers |
| 122        | 12        | Hand in Hand              | Suspicion         | 21. Jan. 2002        | 4. Sep. 2002                          | Joel J. Feigenbaum | Elaine Arata                     |
| 123        | 13        | Die Feuerzangenbowle      | Drunk             | 4. Feb. 2002         | 5. Sep. 2002                          | Burt Brinckerhoff  | Sue Tenney                       |
| 124        | 14        | Traumfrauen               | Hot Pants         | 11. Feb. 2002        | 6. Sep. 2002                          | Tony Mordente      | Sue Tenney                       |
| 125        | 15        | Her mit der Braut!        | I Really Do       | 25. Feb. 2002        | 9. Sep. 2002                          | Burt Brinckerhoff  | Brenda Hampton                   |
| 126        | 16        | Schweigen ist Gold        | I Really Did      | 4. März 2002         | 10. Sep. 2002                         | Stephen Collins    | Brenda Hampton                   |
| 127        | 17        | Schabbat Schalom          | Lip Service       | 15. Apr. 2002        | 11. Sep. 2002                         | Joel J. Feigenbaum | Paul Perlove                     |
| 128        | 18        | Großmutters Ring          | The Ring          | 22. Apr. 2002        | 12. Sep. 2002                         | Tony Mordente      | Chad Byrnes & Sue Tenney         |
| 129        | 19        | Ein Pastor wird erwachsen | Letting Go        | 29. Apr. 2002        | 13. Sep. 2002                         | Joel J. Feigenbaum | Brenda Hampton                   |
| 130        | 20        | Für Ehre und Vaterland    | The Known Soldier | 6. Mai 2002          | 16. Sep. 2002                         | Burt Brinckerhoff  | Brenda Hampton                   |
| 131        | 21        | Zerwürfnisse (1)          | Holy War (1)      | 13. Mai 2002         | 17. Sep. 2002                         | Tony Mordente      | Sue Tenney                       |
| 132        | 22        | Zerwürfnisse (2)          | Holy War (2)      | 20. Mai 2002         | 18. Sep. 2002                         | Tony Mordente      | Sue Tenney                       |

## Staffel 7
| Nr. (ges.) | Nr. (St.) | Deutscher Titel              | Originaltitel                 | Erstausstrahlung USA | Deutschsprachige Erstausstrahlung (D) | Regie                             | Drehbuch                                 |
| ---------- | --------- | ---------------------------- | ----------------------------- | -------------------- | ------------------------------------- | --------------------------------- | ---------------------------------------- |
| 133        | 1         | Affentheater (1)             | Monkeybusiness (1)            | 16. Sep. 2002        | 10. Sep. 2003                         | Tony Mordente                     | Brenda Hampton                           |
| 134        | 2         | Affentheater (2)             | Monkeybusiness Deux           | 23. Sep. 2002        | 11. Sep. 2003                         | Joel J. Feigenbaum                | Brenda Hampton                           |
| 135        | 3         | Retter in der Not            | The Enemy Within              | 30. Sep. 2002        | 12. Sep. 2003                         | Harry Harris                      | Brenda Hampton                           |
| 136        | 4         | Eine Frage des Herzens       | Bowling for Eric              | 7. Okt. 2002         | 15. Sep. 2003                         | Tony Mordente                     | Sue Tenney                               |
| 137        | 5         | Elvis lebt!                  | The Heart of the Matter       | 14. Okt. 2002        | 16. Sep. 2003                         | Tony Mordente                     | Sue Tenney                               |
| 138        | 6         | Die barmherzige Schwester    | Regarding Eric                | 21. Okt. 2002        | 17. Sep. 2003                         | Joel J. Feigenbaum                | Sue Tenney                               |
| 139        | 7         | Jesus liebt dich!            | Gabrielle Come Blow Your Horn | 4. Nov. 2002         | 18. Sep. 2003                         | Tony Mordente                     | Brenda Hampton                           |
| 140        | 8         | In geheimer Mission          | Peer Pressure                 | 11. Nov. 2002        | 19. Sep. 2003                         | Bradley Gross                     | Barry Watson                             |
| 141        | 9         | Verlorene Seelen             | Lost Souls                    | 18. Nov. 2002        | 22. Sep. 2003                         | Harry Harris                      | Brenda Hampton                           |
| 142        | 10        | Drei Engel für Karl          | A Cry for Help                | 24. Nov. 2002        | 23. Sep. 2003                         | Tony Mordente                     | Sue Tenney                               |
| 143        | 11        | Immer wieder sonntags        | Sundays                       | 13. Jan. 2003        | 24. Sep. 2003                         | Joel J. Feigenbaum                | Brenda Hampton                           |
| 144        | 12        | Der Mut zu leben             | Back in the Saddle Again      | 20. Jan. 2003        | 25. Sep. 2003                         | Tony Mordente                     | Brenda Hampton                           |
| 145        | 13        | Aussprachen                  | It's Not Always About You     | 27. Jan. 2003        | 26. Sep. 2003                         | Joel J. Feigenbaum                | Lawrence H. Levy                         |
| 146        | 14        | Rauchzeichen                 | Smoking                       | 3. Feb. 2003         | 29. Sep. 2003                         | Tony Mordente                     | Sue Tenney                               |
| 147        | 15        | Ja, ich will!                | I Love Lucy                   | 10. Feb. 2003        | 30. Sep. 2003                         | Joel J. Feigenbaum                | Brenda Hampton                           |
| 148        | 16        | Das Comeback                 | Stand Up                      | 17. Feb. 2003        | 1. Okt. 2003                          | Lynn Harris                       | Sue Tenney                               |
| 149        | 17        | Viel Lärm um nichts          | High Anxiety                  | 24. Feb. 2003        | 2. Okt. 2003                          | Joel J. Feigenbaum                | Sue Tenney                               |
| 150        | 18        | Hochzeitsglocken             | We Do                         | 21. Apr. 2003        | 6. Okt. 2003                          | Tony Mordente                     | Brenda Hampton                           |
| 151        | 19        | Die Schlange im Paradies (1) | That Touch of Bink            | 28. Apr. 2003        | 7. Okt. 2003                          | Joel J. Feigenbaum                | Brenda Hampton                           |
| 152        | 20        | Die Schlange im Paradies (2) | Dick                          | 7. Mai 2003          | 8. Okt. 2003                          | Joel J. Feigenbaum & Harry Harris | Brenda Hampton & Jeffrey Rodgers         |
| 153        | 21        | Im Wendekreis des Lebens (1) | Life and Death (1)            | 12. Mai 2003         | 9. Okt. 2003                          | Tony Mordente                     | Brenda Hampton, Chris Olsen & Jeff Olsen |
| 154        | 22        | Im Wendekreis des Lebens (2) | Life and Death (2)            | 19. Mai 2003         | 10. Okt. 2003                         | Tony Mordente                     | Brenda Hampton, Chris Olsen & Jeff Olsen |

## Staffel 8
| Nr. (ges.) | Nr. (St.) | Deutscher Titel              | Originaltitel                                | Erstausstrahlung USA | Deutschsprachige Erstausstrahlung (D) | Regie              | Drehbuch                         |
| ---------- | --------- | ---------------------------- | -------------------------------------------- | -------------------- | ------------------------------------- | ------------------ | -------------------------------- |
| 155        | 1         | Ein langer harter Sommer (1) | Long Bad Summer (1)                          | 15. Sep. 2003        | 28. Okt. 2004                         | Joel J. Feigenbaum | Brenda Hampton                   |
| 156        | 2         | Ein langer harter Sommer (2) | An Early Fall (2)                            | 22. Sep. 2003        | 29. Okt. 2004                         | Joel J. Feigenbaum | Brenda Hampton                   |
| 157        | 3         | Pfarrerskinder               | PK a.k.a. Preacher's Kid                     | 29. Sep. 2003        | 2. Nov. 2004                          | Harry Harris       | Brenda Hampton                   |
| 158        | 4         | Der geheimnisvolle Gast      | I Wasn't Expecting That                      | 6. Okt. 2003         | 3. Nov. 2004                          | David Hugh Jones   | Paul Perlove                     |
| 159        | 5         | —                            | The Kid Is Out of the Picture                | 13. Okt. 2003        | —                                     | Deborah Raffin     | Chris Olsen & Jeff Olsen         |
| 160        | 6         | Edel sei der Mensch          | Charity Begins at Home                       | 20. Okt. 2003        | 4. Nov. 2004                          | Karen Arthur       | Sue Tenney                       |
| 161        | 7         | Neue Nachbarn                | Getting to Know You                          | 3. Nov. 2003         | 5. Nov. 2004                          | Harry Harris       | Sue Tenney                       |
| 162        | 8         | Altlasten                    | Baggage                                      | 10. Nov. 2003        | 8. Nov. 2004                          | Harvey Laidman     | Sue Tenney                       |
| 163        | 9         | Bitteres Leid                | Go Ask Alice                                 | 17. Nov. 2003        | 9. Nov. 2004                          | Joel J. Feigenbaum | Brenda Hampton & Shawn Kostanian |
| 164        | 10        | Selbstzweifel                | The One Thing                                | 24. Nov. 2003        | 10. Nov. 2004                         | Fred Einesman      | Fred Einesman                    |
| 165        | 11        | Veränderungen                | When Bad Conversations Happen to Good People | 5. Jan. 2004         | 11. Nov. 2004                         | Harry Harris       | Brenda Hampton                   |
| 166        | 12        | Das Wunder der Liebe         | The Prodigal Father                          | 12. Jan. 2004        | 12. Nov. 2004                         | Harvey Laidman     | Brenda Hampton                   |
| 167        | 13        | Reifeprüfungen               | Major League                                 | 19. Jan. 2004        | 15. Nov. 2004                         | Joel J. Feigenbaum | Sue Tenney                       |
| 168        | 14        | Alte Wunden                  | Healing Old Wounds                           | 26. Jan. 2004        | 16. Nov. 2004                         | Harry Harris       | Brenda Hampton                   |
| 169        | 15        | Üble Nachrede                | Don't Speak Ill of the Dead or the Living    | 9. Feb. 2004         | 17. Nov. 2004                         | Joel J. Feigenbaum | Brenda Hampton                   |
| 170        | 16        | Jahrestage                   | The Anniversary                              | 16. Feb. 2004        | 18. Nov. 2004                         | Deborah Raffin     | Sue Tenney                       |
| 171        | 17        | Dunkle Wolken                | Two Weddings, an Engagement and a Funeral    | 23. Feb. 2004        | 19. Nov. 2004                         | Harry Harris       | Sue Tenney                       |
| 172        | 18        | Wahre Liebe ist unsterblich  | Angel                                        | 1. März 2004         | 22. Nov. 2004                         | Peter Medak        | Brenda Hampton                   |
| 173        | 19        | Das Haus Gottes              | There's No Place Like It                     | 19. Apr. 2004        | 23. Nov. 2004                         | Joel J. Feigenbaum | Elaine Arata                     |
| 174        | 20        | Der Teufel in der Flasche    | High and Dry                                 | 26. Apr. 2004        | 24. Nov. 2004                         | Harry Harris       | Jeffrey Rodgers                  |
| 175        | 21        | Verlorene Kinder             | Lost and Found                               | 3. Mai 2004          | 25. Nov. 2004                         | Harvey Laidman     | Paul Perlove                     |
| 176        | 22        | Turbulente Zeiten (1)        | Little White Lies (1)                        | 10. Mai 2004         | 26. Nov. 2004                         | Joel J. Feigenbaum | Sue Tenney                       |
| 177        | 23        | Turbulente Zeiten (2)        | Little White Lies (2)                        | 17. Mai 2004         | 29. Nov. 2004                         | Joel J. Feigenbaum | Sue Tenney                       |

## Staffel 9
| Nr. (ges.) | Nr. (St.) | Deutscher Titel         | Originaltitel                        | Erstausstrahlung USA | Deutschsprachige Erstausstrahlung (D) | Regie              | Drehbuch                         |
| ---------- | --------- | ----------------------- | ------------------------------------ | -------------------- | ------------------------------------- | ------------------ | -------------------------------- |
| 178        | 1         | Aller Anfang ist schwer | Dropping Trou (1)                    | 13. Sep. 2004        | 17. Okt. 2005                         | Joel J. Feigenbaum | Brenda Hampton                   |
| 179        | 2         | Aufklärungsarbeit       | The Best Laid Plans (2)              | 20. Sep. 2004        | 18. Okt. 2005                         | Harry Harris       | Brenda Hampton                   |
| 180        | 3         | Lucys großer Tag        | The Song of Lucy                     | 27. Sep. 2004        | 19. Okt. 2005                         | Joel J. Feigenbaum | Sue Tenney                       |
| 181        | 4         | Nestwärme               | Bad Boys, Bad Boys, Whatcha Gonna Do | 4. Okt. 2004         | 20. Okt. 2005                         | Michael Preece     | Elaine Arata                     |
| 182        | 5         | Wahlstress              | Vote                                 | 11. Okt. 2004        | 21. Okt. 2005                         | Joel J. Feigenbaum | Chris Olsen                      |
| 183        | 6         | Väter                   | Fathers                              | 18. Okt. 2004        | 24. Okt. 2005                         | Harry Harris       | Jeff Olsen                       |
| 184        | 7         | Falsche Hoffnungen      | Regret to Inform                     | 25. Okt. 2004        | 25. Okt. 2005                         | Harvey Laidman     | Jeffrey Rodgers                  |
| 185        | 8         | Alle meine Schäfchen    | Why Not Me?                          | 1. Nov. 2004         | 26. Okt. 2005                         | Joel J. Feigenbaum | Sue Tenney                       |
| 186        | 9         | Thanksgiving            | Thanksgiving                         | 15. Nov. 2004        | 27. Okt. 2005                         | Harry Harris       | Sue Tenney                       |
| 187        | 10        | Verratene Gefühle       | Gratitude                            | 22. Nov. 2004        | 28. Okt. 2005                         | Fred Einesman      | Fred Einesman                    |
| 188        | 11        | Der Besucher            | Wayne's World                        | 29. Nov. 2004        | 31. Okt. 2005                         | Joel J. Feigenbaum | Sue Tenney                       |
| 189        | 12        | Das Traumhaus           | Paper or Plastic?                    | 24. Jan. 2005        | 1. Nov. 2005                          | Michael Preece     | Brenda Hampton & Jeffrey Rodgers |
| 190        | 13        | Profilneurosen          | The Fine Art of Parenting            | 31. Jan. 2005        | 3. Nov. 2005                          | Harry Harris       | Justin Trofholz & Brenda Hampton |
| 191        | 14        | Das erste Date          | First Date                           | 7. Feb. 2005         | 4. Nov. 2005                          | Joel J. Feigenbaum | Courtney Turk & Kelley Turk      |
| 192        | 15        | Rote Socken             | Red Socks                            | 14. Feb. 2005        | 7. Nov. 2005                          | Michael Preece     | Martha Plimpton                  |
| 193        | 16        | Bruderliebe             | Brotherly Love                       | 21. Feb. 2005        | 8. Nov. 2005                          | Barry Watson       | Brenda Hampton                   |
| 194        | 17        | Stunde der Wahrheit     | Tangled Web We Weaved                | 28. Feb. 2005        | 9. Nov. 2005                          | Joel J. Feigenbaum | Brenda Hampton                   |
| 195        | 18        | Liebeskummer            | Honor Thy Mother                     | 25. Apr. 2005        | 10. Nov. 2005                         | Harry Harris       | Victoria Huff                    |
| 196        | 19        | Hunger                  | Hungry                               | 2. Mai 2005          | 11. Nov. 2005                         | Joel J. Feigenbaum | Elaine Arata                     |
| 197        | 20        | Vertrauenssache         | Leaps of Faith                       | 9. Mai 2005          | 14. Nov. 2005                         | Ron High           | Jeffrey Rodgers                  |
| 198        | 21        | Meine Familie (1)       | Mi Familia (1)                       | 16. Mai 2005         | 15. Nov. 2005                         | Joel J. Feigenbaum | Sue Tenney                       |
| 199        | 22        | Meine Familie (2)       | Mi Familia (2)                       | 23. Mai 2005         | 16. Nov. 2005                         | Joel J. Feigenbaum | Sue Tenney                       |

## Staffel 10
| Nr. (ges.) | Nr. (St.) | Deutscher Titel             | Originaltitel                       | Erstausstrahlung USA | Deutschsprachige Erstausstrahlung (D) | Regie                | Drehbuch                                         |
| ---------- | --------- | --------------------------- | ----------------------------------- | -------------------- | ------------------------------------- | -------------------- | ------------------------------------------------ |
| 200        | 1         | Sodom und Gomorrha (1)      | It's Late                           | 19. Sep. 2005        | 11. Okt. 2006                         | Harry Harris         | Brenda Hampton                                   |
| 201        | 2         | Sodom und Gomorrha (2)      | Home Run                            | 26. Sep. 2005        | 12. Okt. 2006                         | Harry Harris         | Brenda Hampton & Chris Olsen                     |
| 202        | 3         | Auf den Kopf gestellt       | Mama's Gonna Buy You a Diamond Ring | 3. Okt. 2005         | 13. Okt. 2006                         | Joel J. Feigenbaum   | Brenda Hampton & Chris Olsen                     |
| 203        | 4         | Diamanten und andere Steine | Ring Around the Rosie               | 10. Okt. 2005        | 16. Okt. 2006                         | Joel J. Feigenbaum   | Elaine Arata & Brenda Hampton                    |
| 204        | 5         | Ein offenes Geheimnis       | The Rat's Out of the Bag            | 17. Okt. 2005        | 17. Okt. 2006                         | Barry Watson         | Brenda Hampton & Jeffrey Rodgers                 |
| 205        | 6         | Erkenntnisse                | Helpful                             | 31. Okt. 2005        | 18. Okt. 2006                         | Harry Harris         | Brenda Hampton, Courtney Turk & Kelley Turk      |
| 206        | 7         | Alles für die Suppe         | Soup's On                           | 7. Nov. 2005         | 19. Okt. 2006                         | Joel J. Feigenbaum   | Brenda Hampton & Victoria Huff                   |
| 207        | 8         | Guter Rat ist teuer         | Chicken Noodle Heads                | 14. Nov. 2005        | 20. Okt. 2006                         | Keith Truesdell      | Brenda Hampton & Chris Olsen                     |
| 208        | 9         | Verletzte Gefühle           | Turkey                              | 21. Nov. 2005        | 23. Okt. 2006                         | Michael Preech       | Brenda Hampton & Jeff Olsen                      |
| 209        | 10        | Weise Einsichten            | Apple Pie                           | 28. Nov. 2005        | 24. Okt. 2006                         | Lindsley Parsons III | Brenda Hampton & Jeffrey Rodgers                 |
| 210        | 11        | Samson und Delilah          | X-Mas                               | 12. Dez. 2005        | 25. Okt. 2006                         | Harry Harris         | Brenda Hampton & Jeffrey Rodgers                 |
| 211        | 12        | Große Amerikaner            | Got MLK?                            | 23. Jan. 2006        | 26. Okt. 2006                         | Joel J. Feigenbaum   | Orlando Bishop, Kevin Brownridge & Damani Mangum |
| 212        | 13        | Das Wunder der Liebe        | And Baby Makes Three                | 30. Jan. 2006        | 27. Okt. 2006                         | Michael Preech       | Lawrence H. Levy                                 |
| 213        | 14        | Gershwins Magie             | The Magic of Gershwin               | 6. Feb. 2006         | 30. Okt. 2006                         | Harry Harris         | Paul Perlove                                     |
| 214        | 15        | Getrennte Wege              | Love and Obsession                  | 13. Feb. 2006        | 31. Okt. 2006                         | Ron High             | Lawrence H. Levy                                 |
| 215        | 16        | Die Prophezeiung            | Moving Ahead                        | 27. Feb. 2006        | 2. Nov. 2006                          | Joel J. Feigenbaum   | Paul Perlove                                     |
| 216        | 17        | Dinner für drei             | Highway to Cell                     | 3. Apr. 2006         | 3. Nov. 2006                          | Michael Preech       | Chad Byrnes                                      |
| 217        | 18        | Durchkreuzte Pläne          | Invitation to Desaster              | 10. Apr. 2006        | 6. Nov. 2006                          | Keith Truesdell      | Justin Trofholz                                  |
| 218        | 19        | Geheimnisse                 | Secrets                             | 17. Apr. 2006        | 7. Nov. 2006                          | Harry Harris         | Brenda Hampton & Jeffrey Rodgers                 |
| 219        | 20        | Offene Worte                | And More Secrets                    | 24. Apr. 2006        | 8. Nov. 2006                          | Joel J. Feigenbaum   | Brenda Hampton, Chris Olsen & Jeff Olsen         |
| 220        | 21        | Verliebt, verlobt, ...      | Goodbye (1)                         | 1. Mai 2006          | 9. Nov. 2006                          | Michael Preech       | Brenda Hampton                                   |
| 221        | 22        | ...verheiratet?             | And Thank You (2)                   | 8. Mai 2006          | 10. Nov. 2006                         | Michael Preech       | Brenda Hampton                                   |

## Staffel 11
| Nr. (ges.) | Nr. (St.) | Deutscher Titel                  | Originaltitel                                    | Erstausstrahlung USA | Deutschsprachige Erstausstrahlung (D) | Regie                | Drehbuch                                                      |
| ---------- | --------- | -------------------------------- | ------------------------------------------------ | -------------------- | ------------------------------------- | -------------------- | ------------------------------------------------------------- |
| 222        | 1         | Auf dem Pulverfass               | Turn, Turn, Turn                                 | 25. Sep. 2006        | 11. Okt. 2007                         | Joel J. Feigenbaum   | Caroline Kepnes                                               |
| 223        | 2         | Liebe geht durch den Magen       | And Tonight's Specials Are                       | 2. Okt. 2006         | 12. Okt. 2007                         | Keith Truesdell      | Brenda Hampton                                                |
| 224        | 3         | Herz in Not                      | A Pain in the Neck                               | 15. Okt. 2006        | 15. Okt. 2007                         | Michael Preece       | Brenda Hampton                                                |
| 225        | 4         | Frag nicht, sag nichts           | Don't Ax, Don't Tell                             | 22. Okt. 2006        | 16. Okt. 2007                         | Joel J. Feigenbaum   | Brenda Hampton                                                |
| 226        | 5         | Zuhause gesucht                  | The Replacements                                 | 29. Okt. 2006        | 17. Okt. 2007                         | Michael McDonald     | Brenda Hampton                                                |
| 227        | 6         | Das Versprechen                  | Broken Hearts and Promises                       | 5. Nov. 2006         | 18. Okt. 2007                         | Michael Preece       | Brenda Hampton                                                |
| 228        | 7         | Die Katze auf dem Dach           | You Take the High Road                           | 12. Nov. 2006        | 19. Okt. 2007                         | Joel J. Feigenbaum   | Jeffrey Rodgers                                               |
| 229        | 8         | Ein langer Heimweg               | And I'll Take the Low Road                       | 19. Nov. 2006        | 22. Okt. 2007                         | Joel J. Feigenbaum   | Brenda Hampton                                                |
| 230        | 9         | Herzlich Willkommen!             | Thanks and Giving                                | 26. Nov. 2006        | 23. Okt. 2007                         | Keith Truesdell      | Brenda Hampton                                                |
| 231        | 10        | Geliebtes Leben                  | You Don't Know What You've Got 'Til He's Gone    | 3. Dez. 2006         | 24. Okt. 2007                         | Harry Harris         | Jeffrey Rodgers                                               |
| 232        | 11        | Vom Himmel hoch...               | Christmas!                                       | 10. Dez. 2006        | 25. Okt. 2007                         | Keith Truesdell      | Elaine Arata & Brenda Hampton                                 |
| 233        | 12        | Worte und Taten                  | Can I Just Get Something to Eat?                 | 14. Jan. 2007        | 26. Okt. 2007                         | Harry Harris         | Handlung: Brenda Hampton Schauspiel: Chris Olsen & Jeff Olsen |
| 234        | 13        | Zugeständnisse                   | Script Number Two Hundred Thirty-Four            | 21. Jan. 2007        | 29. Okt. 2007                         | Joel J. Feigenbaum   | Caroline Kepnes                                               |
| 235        | 14        | Ärger von oben                   | Deacon Blues                                     | 28. Jan. 2007        | 30. Okt. 2007                         | Michael Preece       | Jeffrey Rodgers                                               |
| 236        | 15        | Unerwartete Gäste                | Tit for Tat                                      | 11. Feb. 2007        | 31. Okt. 2007                         | Lindsley Parsons III | Chris Olsen & Jeff Olsen                                      |
| 237        | 16        | Tattoos                          | Gimme That Ol' Time Religion                     | 18. Feb. 2007        | 2. Nov. 2007                          | Joel J. Feigenbaum   | Chris Olsen & Jeff Olsen                                      |
| 238        | 17        | Zeichen und Wunder               | Small Miracles                                   | 8. Apr. 2007         | 5. Nov. 2007                          | Michael Preece       | Elaine Arata                                                  |
| 239        | 18        | Drum prüfe, wer sich ewig bindet | Inked                                            | 15. Apr. 2007        | 6. Nov. 2007                          | Keith Truesdell      | Chad Bynes                                                    |
| 240        | 19        | Der Anfang vom Ende              | Some Break-Ups And Some Get-Togethers            | 22. Apr. 2007        | 7. Nov. 2007                          | Jason Priestley      | Justin Trofholz                                               |
| 241        | 20        | Liebeskarussell                  | Nothing Says Lovin' Like Something From The Oven | 29. Apr. 2007        | 8. Nov. 2007                          | Joel J. Feigenbaum   | Brenda Hampton                                                |
| 242        | 21        | Gute Nachrichten für alle        | Good News For Almost Everyone                    | 6. Mai 2007          | 9. Nov. 2007                          | Keith Truesdell      | Brenda Hampton                                                |
| 243        | 22        | Reise ins Ungewisse              | And Away We Go                                   | 13. Mai 2007         | 12. Nov. 2007                         | Harry Harris         | Brenda Hampton                                                |